# Дурупінар
39°26′26″ пн. ш. 44°14′05″ сх. д. / 39.440638888889° пн. ш. 44.234805555556° сх. д.
Durupınar — турецька назва геологічного утворення поблизу міста Догубаязит на сході Туреччини, яке має форму корпусу корабля. Споруда була названа на честь капітана ВПС Туреччини Ільхана Дурупінара, який відкрив її в 1959 році.
У 1977 році креаціоніст і археолог-аматор Рон Вятт заявив, що визнав його залишком біблійного Ноєвого ковчега. Дослідження петролога Лоренса Г. Коллінза щодо ковчега, про який йде мова, були задокументовані в телевізійній програмі National Geographic «Правда за Ноєвим ковчегом».

## Інтернет-ресурси
- Fotos von Durupınar